# Chief Roi Mata’s Domain

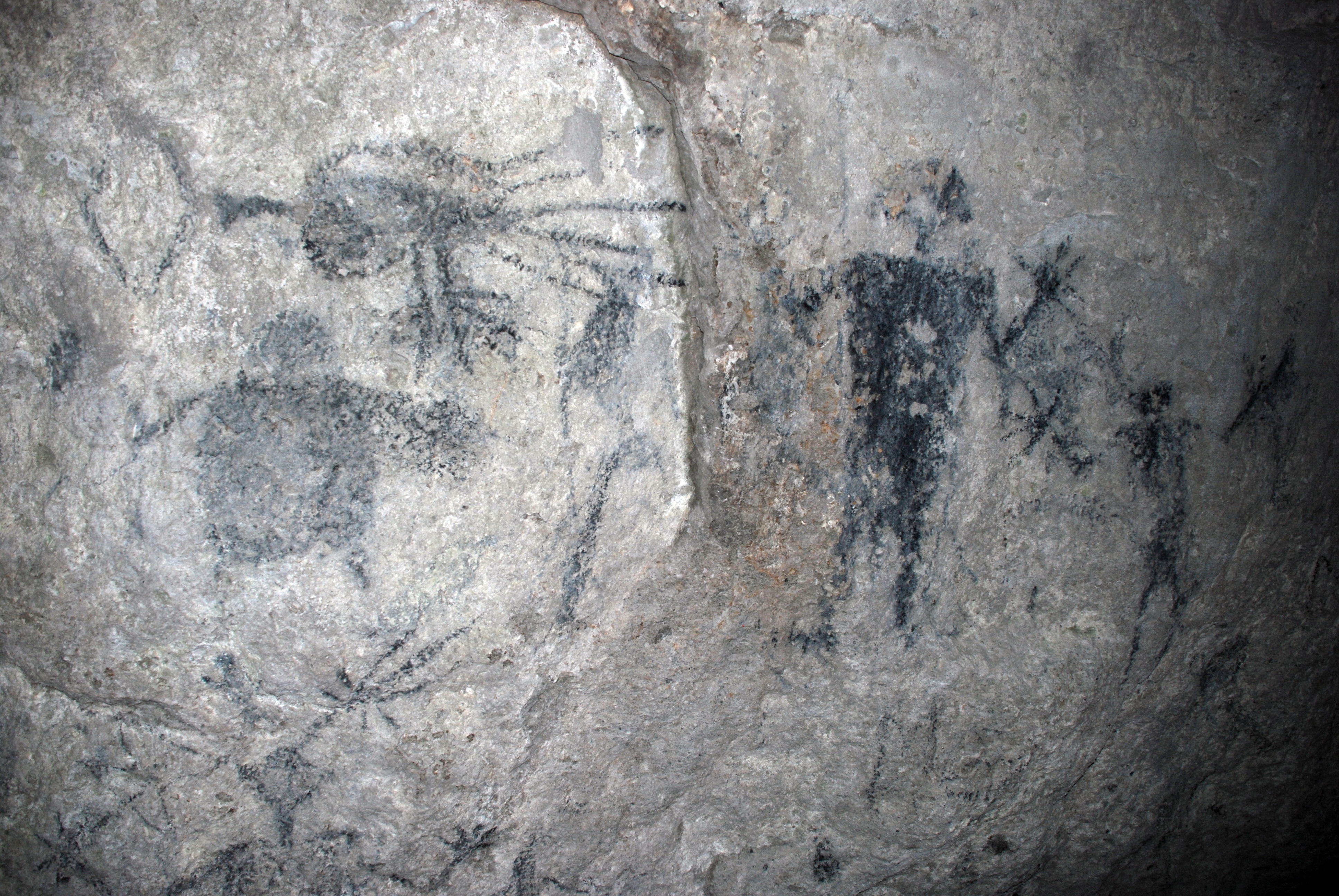
Höhlenmalerei in Fels Cave. Die rechte Figur wird oft mit Chief Roi Mata identifiziert

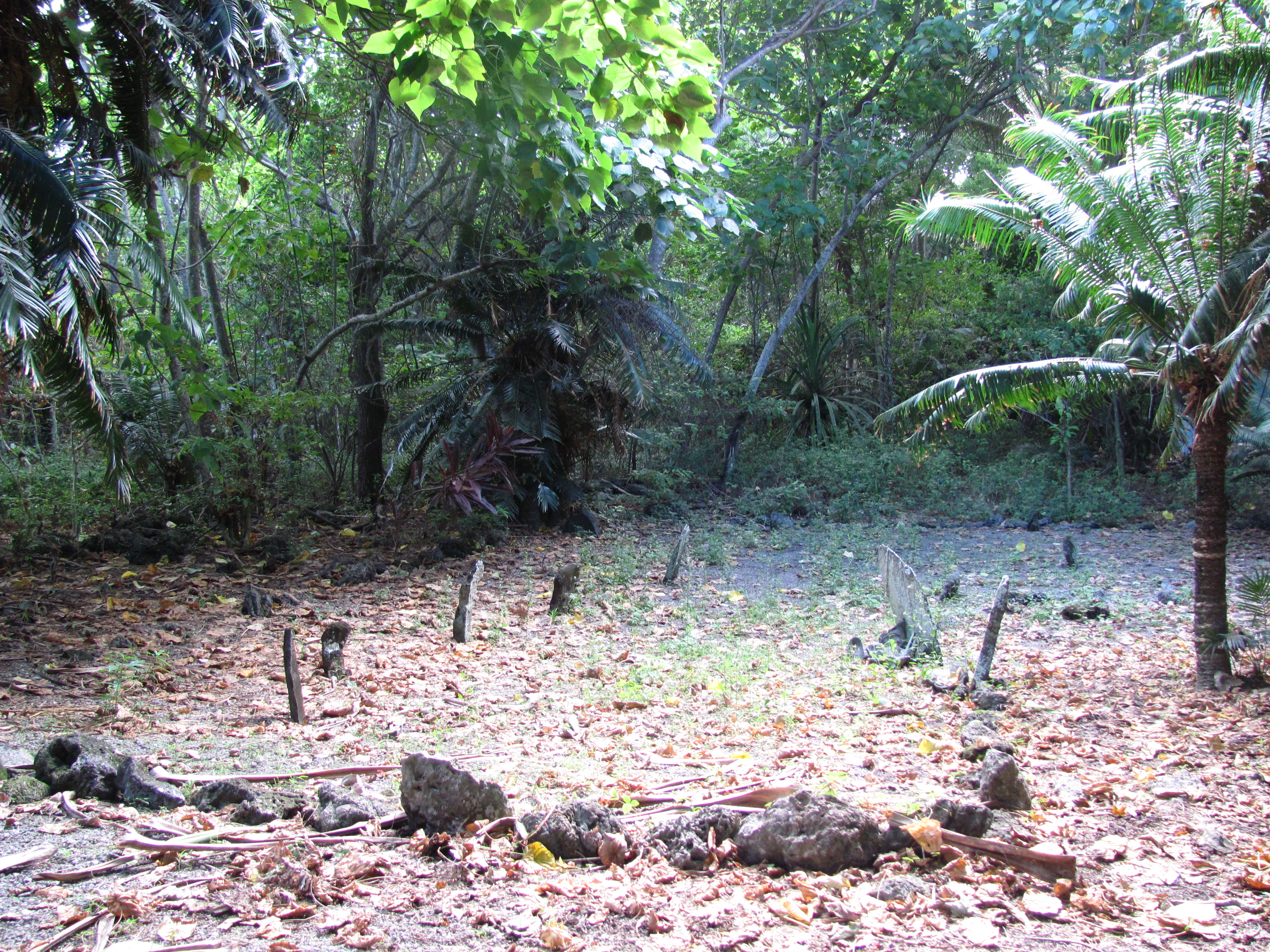
Gräberfeld Chief Roi Matas auf Eretoka

Chief Roi Mata’s Domain ist der Titel einer Welterbestätte der UNESCO im pazifischen Inselstaat Vanuatu. Es umfasst das Herrschaftsgebiet des obersten Häuptlings Chief Roi Mata an der Nordwestküste der Insel Efate. Chief Roi Mata’s Domain war 2008 zusammen mit der Ausgrabungsstätte Historische Agrarlandschaft von Kuk in Papua-Neuguinea das erste Weltkulturerbe in einem unabhängigen pazifischen Inselstaat.

## Hintergrund
Chief Roi Mata ist der Name eines Häuptlings, aber auch der Titel, der von allen Angehörigen seiner Dynastie verwendet wurde. Insbesondere wird damit aber der letzte Träger des Titels bezeichnet, der etwa gegen Ende des 16. Jahrhunderts oder zu Beginn des 17. Jahrhunderts starb. Mit ihm wird die Befriedung der Region nach einer langen Periode von Kriegen und die Einführung eines matrilinearen Clansystems verbunden.
Roi Mata war ein oberster Häuptling, von dem in einer feudalen Pyramide weitere, niedere Häuptlinge abhängig waren. Diese bildeten einen Hofstaat und waren mit der Sorge um einzelne Teile des Herrschaftsgebietes betraut. Landherrschaft ist dabei nicht im europäischen Sinne zu verstehen, sondern eher als treuhänderische Verwaltung zu Gunsten der zukünftigen Nutzung durch die Gemeinschaft. Viele der heute benutzten Herrschaftstitel im nordwestlichen Efate und auf den Shepherd-Inseln sollen durch Roi Mata gestiftet worden sein.
Das Herrschaftsgebiet umfasste einen Bereich der nordwestlichen Küste von Efate von Kap Tukutuku bis zur Insel Lelepa sowie die vorgelagerten Inseln Lelepa und Eretoka. In diesem Bereich leben heutzutage etwa 670 Menschen, die meisten von ihnen in den Dörfern Mangaliliu auf Efate und Natapau auf Lelepa.

## Geschützte Stätten
Für die Definition der Welterbestätte wurde der Herrschaftsbereich beschrieben als „alles Land, das vom höchsten Punkt von Eretoka aus sichtbar ist“, eine Fläche von 12,75 Quadratkilometern einschließlich der See dazwischen. Insbesondere geschützt sind aber
- Mangaas, der ehemalige, heute aufgegebene Residenzort von Roi Mata,
- Fels Cave, eine reich mit Felsmalereien ausgeschmückte Höhle auf Lelepa, in der nach der Legende Roi Mata starb,
- Eretoka (Artok), die gesamte Insel, auf der der Begräbnisplatz von Roi Mata liegt und
- das Seegebiet zwischen diesen drei Punkten.

Die drei erstgenannten Orte sind alle traditionell durch religiöse Verbote (Tapu) verschiedener Art geschützt. Nach dem Tod des letzten Chief Roi Mata wurde die Siedlung Mangaas aufgegeben, im näheren Umkreis wird seitdem keine Landwirtschaft mehr betrieben. Auf der Begräbnisinsel Eretoka, vorher ebenfalls besiedelt, darf ebenfalls keine Landwirtschaft betrieben werden, der Bau von festen Behausungen und das Übernachten auf der Insel sind untersagt. Fels Cave gilt als heiliger Ort, an dem sich die Seelen der Toten aufhalten.

## Tourismus
Die Dorfgemeinschaften von Mangaliliu und Natapau bieten mit Unterstützung des Nationalmuseums von Vanuatu eine Tagestour Roi Mata Cultural Tour an, in deren Rahmen interessierte Besucher Informationen über Chief Roi Mata erhalten und die verschiedenen Stätten besuchen können.